# Sumu-abum van Isin
Sumu-abum was ca 1863 v.Chr. gedurende acht maanden koning van Isin. Hij moet niet verward worden met de veel bekendere Sumu-abum die enige tientallen jaren eerder koning van Babylon was. Zijn voorganger Erra-imitti werd waarschijnlijk door hem afgezet, mogelijk gedood maar over de omstandigheden is weinig duidelijkheid.
Op de latere 'officiële versies' van de Sumerische koningslijst komen zijn naam en die van zijn eveneens kortstondige opvolger niet voor maar uit Kisurra is een jaarnaam van hem bekend: m u  ᵈsu-mu-a-bu-um  l u g a l  (jaar van Sumu-abum koning). Zijn naam begint met de goddelijke DINGIR ᵈ-prefix, waardoor er weinig twijfel aan bestaat dat hij koning was en dat de stad Kisurra in het rijk van Isin thuishoorde. Ook een vroege versie van de koningslijst vermeldt dat Erra-imitti geen zoon had en dat hij 8 maanden geregeerd zou hebben. Ook zijn opvolger wordt genoemd, zonder regeringsduur. Waarom deze informatie later verdwenen is, is niet duidelijk. Wellicht is het een geval van damnatio memoriae, maar de reden is niet duidelijk.